# Koncepcja inkorporacyjna
Koncepcja inkorporacyjna – koncepcja zaproponowana po I wojnie światowej przez Romana Dmowskiego. Zakładała ona wcielenie ziem do Polski oraz asymilację osób o pochodzeniu niepolskim, tak miało powstać państwo jednolite pod względem narodowości. Na wschodzie w składzie kraju miały znaleźć się tereny z przeważającą liczbą ludności polskiej, co ułatwiłoby proces polonizacji, a więc: Galicja Wschodnia, Litwa oraz ziemie po rzekę Berezynę. W kwestii granicy zachodniej plan ten przewidywał włączenie Górnego Śląska, Pomorza Gdańskiego, Wielkopolski oraz większości ziem Prus Wschodnich. Według Dmowskiego mniejszości narodowe miałyby więc zostać poddane asymilacji do narodu polskiego lub przeznaczone do emigracji (tak jak w przypadku Niemców czy Żydów).
Program odmienny, a zarazem konkurencyjny do koncepcji inkorporacyjnej Dmowskiego, zaprezentował Józef Piłsudski występując z koncepcją federacyjną, tj. utworzeniem bloku państw skonfederowanych z Polską z niepodległej Litwy, Białorusi i Ukrainy.